# Астий Диррахийский
Астий (погиб ок. 98 года; алб. Shën Asti) — священномученик, святой епископ Диррахийский. Дни памяти — 4 июля, 6 июля.
Согласно преданию, святой Астий, епископ Диррахийский (Dyrrhachium, совр. Дуррес, Албания), был схвачен Агриколой, римским губернатором Диррахия, и был замучен до смерти около 98 года за отказ принести языческое жертвоприношение. Он был распят во времена правления римского императора Траяна.